# Jessica Sutta
Jessica Lynn Sutta (Miami, Florida; 15 de mayo de 1982), anteriormente conocida artísticamente como J. Sutta, es una actriz, cantante, compositora y bailarina estadounidense. Es una de las integrantes del grupo femenino The Pussycat Dolls.

## Biografía
Sutta nació en Miami, Florida, hija de un padre de descendientes judíos de doble nacionalidad ruso-polaco y una madre de origen irlandés. Tiene dos hermanos mayores que ella, Billy y Kevin. Empezó a ir a clases de baile cuando sólo tenía 3 años. Asistió al New World School of the Arts con 14 años para comenzar a estudiar danza.
En 2001 se convirtió en la capitana del equipo de animadoras de los Miami Heat. Después, comenzó a obtener pequeños papeles como bailarina en videoclips de grandes estrellas como Paul van Dyk, Will Smith, Beyoncé, Gloria Estefan o Craig David. En 2002, Jessica capta la atención de la polifacética Robin Antin y la convence para que entre en Pussycat Dolls. 
En 2005 el grupo musical The Pussycat Dolls fue creado y Jessica fue elegida para entrar. Con Pussycat Dolls Jessica alcanzó el éxito. En 2010 Jessica dejó el grupo para emprender su carrera en solitario.

## Apariciones en los medios de comunicación
Sutta aparece en el vídeo de Ana Johnsson' "Don't Cry for Pain". También actuó en la telenovela suiza Ocean Ave. En 2002, Jessica se mudó a Los Ángeles. Como bailarina profesional, apareció en vídeo musicales de Will Smith, Baby Bash ("Suga Suga"), Craig David y Gloria Estefan, entre otros. También trabajó en las películas From Justin to Kelly and Bully. En 2007, apareció en un episodio del programa Identity.

## Pussycat Dolls

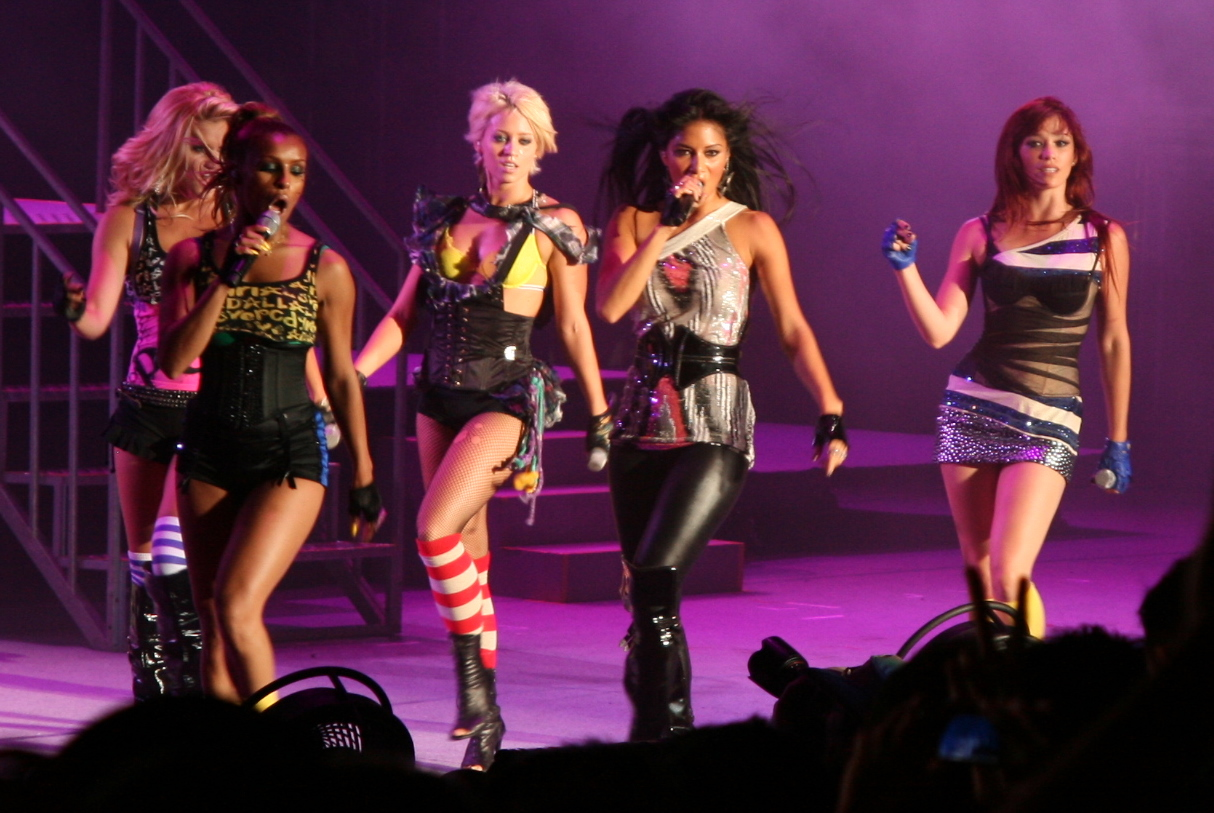
Pussycat Dolls en concierto.

Llamó la atención de la coreógrafa Robin Antin en los cástines. Sutta co-lideró junto a sus compañeras Carmit Bachar y Ashley Roberts en la grabación de la canción "Stickwitu", al igual que en "Santa Baby". Tras la salida de "Carmit Bachar", Jessica tomó todas las partes de solista que cantaba Carmit, junto con todas las partes de los coros que antes ella no cantaba. Ahora Jessica, junto con Melody son las cantantes más importantes del grupo después de Nicole Scherzinger, las dos teniendo partes solistas en los CD. Jessica también grabó una canción en solitario, "If I Was A Man", para la edición de lujo de su segundo álbum Doll Domination. La canción fue producida por Smidi, Ron Fair, y Stefanie Ridel. En 2008, se cambió el color del pelo, de negro a pelirrojo. En canciones como Top Of The World, Love The Way You Love Me y Painted Windows se puede notar que varias partes las canta Jessica y también en los distintos tours que han hecho especialmente en las canciones I Don't Need A Man y Buttons.

## Vida personal
En el momento más alto de la popularidad de Pussycat Dolls, Sutta comenzó a lidiar con el alcoholismo, y declaró que podía haber destruido su voz y su vida. Sutta se ha abstenido de tomar alcohol desde 2016. Ese mismo año comenzó a salir con Mikey Marquart, un baterista, y se comprometieron en diciembre de 2018. El 14 de septiembre de 2019, se casaron en Marquart, Malibú. Reside en Los Ángeles, California. El 5 de marzo de 2021, Sutta anunció que estaba embarazada de su primer hijo. Anunció el nacimiento de su hijo el 2 de junio de 2021 a través de Instagram.

## Trabajos en solitario
Jessica participó en la canción «White Lies» con el DJ Paul van Dyk que obtuvo el primer lugar en Billboard de Hot Dance Billboard. También grabó una canción titulada Make it Last. Continuando por su amor a la música, Jessica grabó dos canciones una llamada "In Your Heart" con influencias dance, y la otra llamada "Be With You". Esta canción apareció en su MySpace oficial. Jessica tiene una canción en solitario en el álbum de The Pussycat Dolls Doll Domination llamada If I Was a Man, además de otras canciones de las chicas como "Top Of The World" "Bad Girl" y "Jai Ho" donde Jessica Sutta es una de las voces principales junto a Nicole Scherzinger y a Melody Thornton. Después de salir del grupo Pussycat Dolls, publicó la canción «I wanna be bad», para desligarse de The Pussycat Dolls.
En 2011 publicó en su cuenta de VEVO "Show Me" el primer sencillo de su carrera en solitario siendo ya totalmente desligada de The Pussycat Dolls. En 2013 lanzó su segundo sencillo "Again" y unos meses después compartió en su cuenta de YouTube (youtube.com/iamjessicasutta) su tercer sencillo "Lights Out" y unos días después lo publicó en su canal oficial de VEVO (JessicaSuttaVevo). 
A mediados de 2014, Sutta dio a conocer que el disco no se llamaría Sutta Pop, sino Feline Resurrection, y que no contendría ninguna de las canciones lanzadas anteriormente, como promoción ha lanzando los sencillos "Let It Be Love" tema a dueto con Rico Love y "Candy". El vídeo musical del sencillo "Candy" se estrenó mundialmente el 20 de noviembre de 2014 en su canal oficial de YoutubeVEVO. Para el 24 de junio de 2015 es publicado en la plataforma de Youtube el segundo vídeo musical del sencillo "Let It Be Love", más tarde el 9 de julio de 2015 Sutta estrena una segunda versión del tema "Let It Be Love" esta vez en una versión remix "Let It Be Love" (Tommy Love Big Room Club Mix). 
Sutta publica el 9 de octubre de 2015 el vídeo musical del tema "Feline Resurrection" dicho vídeo fue dirigido por Jose Omar esta vez la artista regresa con un cambio de nombre de Jessica Sutta a simplemente J Sutta.

## Discografía
Álbumes de estudio
- Feline Resurrection (2016)
- I Say Yes (2017)

## Filmografía

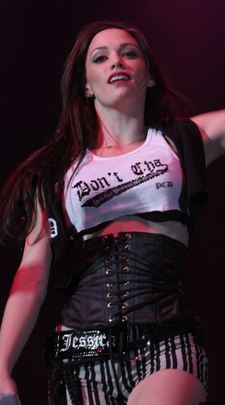
Jessica Sutta, diciembre de 2006.

| Año  | Título                                    | Personaje              |
| ---- | ----------------------------------------- | ---------------------- |
| 2001 | Bully                                     | Blonde                 |
| 2002 | Ocean                                     | Jody Starr             |
| 2003 | From Justin to Kelly                      | La chica de la pulsera |
| 2003 | Bad Boys II                               | Brief Role             |
| 2007 | Identity                                  | Ella misma             |
| 2009 | The Truth About Angels                    | Ella misma             |
| 2010 | The Search For Shangela's Best Dance Crew | Ella misma / Juece     |
| 2011 | SoBe Real                                 |                        |

## Videos musicales
| Year | Title                                            | Director          | Álbum               |
| ---- | ------------------------------------------------ | ----------------- | ------------------- |
| 2007 | "White Lies" (Paul van Dyk feat. Jessica Sutta)  | Lucy Adams        | N/a                 |
| 2010 | "I Wanna Be Bad"                                 | Frank E. Flowers  | Sutta Pop           |
| 2011 | "Pin-Up Girl"                                    | Eugene Riecansky  | Sutta Pop           |
| 2011 | "Show Me"                                        | SKINNY            | Sutta Pop           |
| 2012 | "In A Box" (Jessica Sutta & bb)                  | N/A               | N/A                 |
| 2013 | "Again"                                          | Ryan Rabih Zeidan | Sutta Pop           |
| 2013 | "Lights Out"                                     | Ryan Rabih Zeidan | Sutta Pop           |
| 2013 | "Out With A Bang" (Xenia Ghali Ft Jessica Sutta) |                   | TBA                 |
| 2014 | "Candy"                                          | ZOOBS             | Feline Resurrection |
| 2015 | "Let It Be Love"                                 | Jose Omar         | Feline Resurrection |
| 2015 | "Let It Be Love" (Tommy Love Big Room Club Mix)  | Jose Omar         | Feline Resurrection |
| 2015 | "Feline Resurrection"                            | Jose Omar         | Feline Resurrection |